# Расиализм

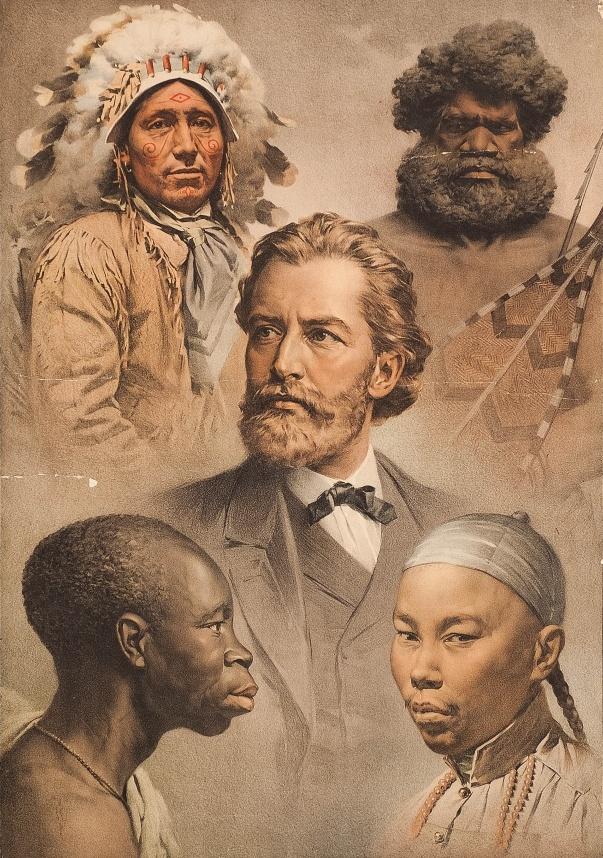
Стереотипное изображение пяти рас в соответствующих их культурам одеяниях; представитель «белой расы» в центре; издание 1911 года

Расиали́зм (англ. racialism) — термин, который может пониматься как:
- синоним расизма[1].
- убеждение в реальном существовании человеческих рас и расовых различий между людьми[2].

## История термина
Английский термин racialism родился в начале XX века и обозначает теорию о биологических различиях между расами. Слово расизм (racism) является сокращением от racialism.